# 蛸島事件
蛸島事件（たこじまじけん）とは、1965年（昭和40年）に石川県珠洲市蛸島町で発生した殺人事件である。
犯人の逮捕されていない未解決事件であり、また冤罪事件ともなった。

## 概要
1965年7月5日、能登半島の小さな港町である蛸島地区で、当時10歳の少年が行方不明となり、翌日他殺体で発見された。警察は初動捜査において容疑者を絞り込めなかったため、地区住民約2500人のうち小学校高学年以上の1785人のアリバイを調べた。 
8月11日、地区の青年が別件逮捕され、実際には殺人容疑の徹底的な取調べが行われたが、アリバイがあったため8月22日に釈放された。続いて8月30日に当時16歳の少年を住居侵入と窃盗の容疑で逮捕した。
しかしながら、少年の逮捕容疑は半年前のものであり、しかも留守にしていた無施錠の親類の家（現在でも農村部には見られる風習で、玄関に鍵をかけず親しい者同士で自由に出入りするのが普通であった）に入ったというもので、窃盗もでっち上げで警察が親類に無理矢理被害届を出させたものであって、本来ならば「このような軽微な事案の取り調べだけならば、被告人の逮捕に踏み切ったかどうかも疑問」と裁判所に言わしめるような別件逮捕であった。
この取り調べの過程で、少年は前述の殺人について犯行を自白したが、この自白以外に証拠はなく、少年は起訴されたものの、金沢地方裁判所七尾支部は1969年6月3日に無罪判決を言い渡した。判決文には、この事件の被告人に対する警察・検察側の別件逮捕・勾留を、刑事訴訟法203条以下と日本国憲法33条ならびに34条に違反すると批判している。検察側が控訴を断念したため、同少年の無罪が確定した。

## 事件の問題点
別件逮捕とは、本件取調べ目的で、逮捕の要件を満たす他の事件（別件、通常は本件より軽微な事件）について被疑者を逮捕することをいう。被疑者に複数の犯罪の嫌疑がある場合、複数の犯罪に対していちいち逮捕勾留を繰り返すべきとすれば、勾留期間が延びることになる被疑者にとってはむしろ不利益であって、本件の取り調べ中に余罪を取り調べること（余罪の取調べ）は、被疑者と捜査側のいずれにも便宜である。
しかし、本件のように、余罪の取調べの域を超えて、別件での逮捕がその要件を満たさない場合であったり、逮捕の要件を満たす場合であっても実質上は本件の逮捕と同視しうる場合は、「かかる別件逮捕・勾留は、逮捕・勾留手続きを自白獲得の手段視する点において刑事訴訟法の精神に悖るものであり」、「公訴提起前の身柄拘束につき細心の注意を払い、厳しい時間的制約を定めた刑事訴訟法第203条以下の規定を潜脱する違法・不当な捜査方法」であって、「令状主義の原則を定める日本国憲法第33条並びに国民の拘禁に関する基本的人権保障を定めた憲法第34条に違反する」ことになる。